# Georg Walter Diener
Georg Walter Diener (* 27. Oktober 1891 in Gemünden; † 20. Januar 1987 in Wiesbaden) war ein deutscher Germanist, Historiker, Volkskundler und Lehrer.

## Leben
Dieners Eltern waren der Postbeamte Adolph Diener und dessen Frau Elise, geb. Walter. Er besuchte die Volksschule in Gemünden, die Realschule in Sobernheim und das Realgymnasium in Wiesbaden. Von 1910 bis 1916 studierte er Germanistik und Neuere Sprachen an den Universitäten Heidelberg, München und Straßburg. 1916 wurde er promoviert. Im Ersten Weltkrieg wurde Diener an der Westfront schwer verwundet. 1918 heiratete er Adele Baum, 1919 kam als einziges Kind die Tochter Anneliese zur Welt.
Nach dem Ersten Weltkrieg war Diener zunächst Studienreferendar in Wiesbaden, 1921 wechselte er als Studienrat nach Höchst am Main, 1944 kam er nach Wiesbaden zurück und 1957 wurde er als Oberstudienrat für Englisch und Französisch am Wiesbadener Leibniz-Gymnasium pensioniert.
Diener forschte und publizierte in erster Linie zur Geschichte und Volkskunde seiner Heimat, des Hunsrücks. 1971 gab er das Hunsrücker Wörterbuch heraus. Er arbeitete daneben als Lektor beim Brockhaus-Verlag und gab die Casanova-Tagebücher heraus.

## Veröffentlichungen (Auswahl)
- W. O. von Horn (Wilhelm Oertel) als Heimat- und Volksschriftsteller. Eisele, Bonn 1916 (Straßburg, Univ., Diss., 1916).
- Hunsrücker Volkskunde. Schroeder, Bonn / Leipzig 1925 (Volkskunde rheinischer Landschaften; 3).
- Nassauische Volkskunde: Bilder und Skizzen aus dem heimischen Schrifttum. Hirt, Breslau 1930 (Hirts deutsche Sammlung. Sachkundliche Abteilung. Länder- und Völkerkunde. Gruppe 3, Mensch und Volkstum; 2).
- Hrsg.: Usages et coutumes de France. B.G. Teubner, Leipzig / Berlin 1931 (Teubners neusprachliche Lektüre. Reihe 2, Französisch; 37).
- Mittelrheinische Volkskunde: Bilder und Skizzen aus dem heimischen Schrifttum. Hirt, Breslau 1931 (Hirts deutsche Sammlung. Sachkundliche Abteilung. Länder- und Völkerkunde. Gruppe 3, Mensch und Volkstum; 4).
- Deutsche Volkskunde: ein Grundriss. Reclam, Leipzig 1933 (Reclams Universalbibliothek; 7227).
- W. O. von Horn (Wilhelm Oertel), Pfarrer und Volksschriftsteller. In: Heimat-Jahrbuch ... für den Landkreis Zell, Mosel. Bd. 7 (1964), S. 57–60.
- Vom Vereinswesen im Kreis Simmern (Hunsrück). In: Rheinische Heimatpflege: Mitteilungen des Rheinischen Vereins für Denkmalpflege und Landschaftsschutz e.V. u. d. Verschönerungs-Vereins für das Siebengebirge. Bd. N.F. 3 (1966), Heft 4, S. 335–348.
- Der Hunsrücker Bauer und seine Umwelt: eine Studie auf Grund von P. J. Rottmann (1799–1881): „Gedichte in Hunsrücker Mundart“. In: Rheinisch-westfälische Zeitschrift für Volkskunde. Bd. 13 (1966), Heft 1/4, S. 165–184.
- Hunsrücker Wörterbuch. Sändig, Niederwalluf 1971, ISBN 3-500-23370-8.